# Decommunisatie

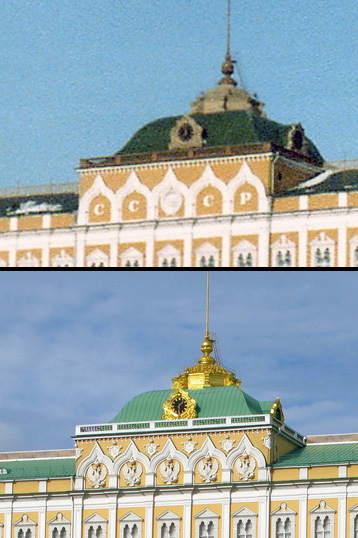
Wijzigingen aan de gevel van het Kremlin in de nasleep van de val van de Sovjet-Unie. Onderaan is het wapen van Rusland te zien.

Decommunisatie is het proces van het afschaffen van communistische overblijfselen na de val van het communisme startende in de jaren '90. De term wordt vooral toegepast op de voormalige landen van het Oostblok om een aantal politieke en sociale veranderingen tijdens hun periodes van postcommunisme te beschrijven.
Het proces in de afzonderlijke staten ontwikkelden zich heel anders, in sommige staten werden communistische symbolen verboden, in andere werden alle verwijzingen naar namen met betrekking tot het communisme (plaats- en straatnamen) geschrapt. Ook qua tijd zijn er grote verschillen, veel staten zoals Hongarije of Tsjechië hebben al in de jaren negentig verwijzingen naar het communisme gewist. In Oekraïne is dit proces pas sinds 2014 serieus uitgevoerd, na de val van president Viktor Janoekovytsj.

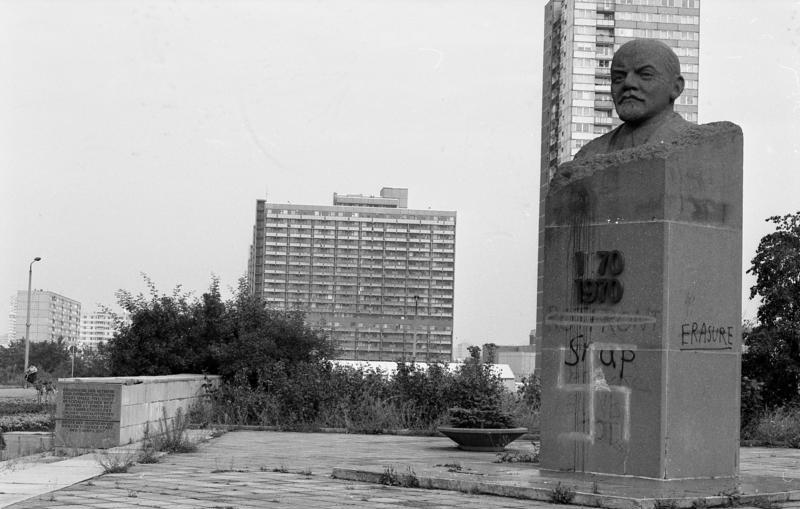
Lenin-gedenkteken besmeurd met een swastika, in voormalig Oost-Duitsland 1990.